# Gauss-összeg
A Gauss-összeg a számelmélet egyik fontos fogalma.
Ha {\displaystyle p} páratlan prímszám, {\displaystyle \omega =\cos \left({\frac {2\pi }{p}}\right)+i\sin \left({\frac {2\pi }{p}}\right)} az „első” p-edik egységgyök, akkor a
összeget nevezzük Gauss-összegnek.
Könnyű belátni, hogy {\displaystyle G} értéke {\displaystyle {\sqrt {p}}} vagy {\displaystyle -{\sqrt {p}}} ha {\displaystyle p} 4-gyel osztva 1-et ad maradékul és {\displaystyle i{\sqrt {p}}} vagy {\displaystyle -i{\sqrt {p}}} ha {\displaystyle p} 4-gyel osztva 3-at ad maradékul. Gauss 1801 májusában naplójában rögzítette azt a sejtését hogy a helyes érték mindig {\displaystyle {\sqrt {p}}}illetve {\displaystyle i{\sqrt {p}}}. Ezt négy évig nem tudta igazolni, noha, mint barátjának, Olbersnek 1805. szeptember 3-án megírta, nem volt olyan hét, amikor ne vette volna elő a problémát. Végül „Wie der Blitz einschlägt, hat sich das Räthsel gelöst…” (váratlan villámcsapásként megláttam a probléma megoldását).

## Általánosítás
Gauss általánosan megmutatta, hogy minden pozitív egész {\displaystyle N} számra, ha
{\displaystyle \omega =\cos \left({\frac {2\pi }{N}}\right)+i\sin \left({\frac {2\pi }{N}}\right)}
akkor
Gauss vizsgálta a
összeget is. A Disquisitiones Arithmeticae-ben megállapította, hogy ha {\displaystyle p\equiv 1{\pmod {3}}}, akkor {\displaystyle 4p=A^{2}+27B^{2}} alakban írható, és ha kikötjük, hogy {\displaystyle A\equiv 1{\pmod {3}}} legyen, akkor {\displaystyle G_{3}} gyöke az irreducibilis {\displaystyle x^{3}-3px-Ap} polinomnak.